# رافاييل سانتانا
رافاييل سانتانا هو لاعب كرة قاعدة دومينيكاني، ولد في 31 يناير 1958 في لا رومانا في جمهورية الدومينيكان.

## وصلات خارجية
- رافاييل سانتانا على موقع دوري كرة القاعدة الرئيسي (الإنجليزية)
- رافاييل سانتانا على موقعبيزبول رفرنس.كوم (الدوري الرئيسي) (الإنجليزية)
- رافاييل سانتانا على موقعبيزبول رفرنس.كوم (الدوري الثانوي) (الإنجليزية)
- رافاييل سانتانا على موقع جمعية أبحاث البيسبول الأمريكية (الإنجليزية)
- رافاييل سانتانا على موقع إي إس بي إن.كوم (أم.أل.بي) (الإنجليزية)
- رافاييل سانتانا على موقع مشجعي الرسوم البيانية (الإنجليزية)